# Giovanni Voltini
Giovanni Voltini (Roccabianca, 6 settembre 1875 – Levanto, 9 marzo 1964) è stato un pittore e scenografo italiano.

## Biografia
Nel 1892 si iscrisse alla Accademia di belle arti di Parma, per poi perfezionare gli studi all'Accademia di Firenze (1896-1897) e completarli definitivamente a Napoli. Qui venne a contatto con gli ambienti artistici italiani maggiormente influenzati dall'impressionismo francese.
Lungo il suo percorso artistico, Voltini predilesse lo studio dei volti e in particolare gli autoritratti. Incline ai viaggi, visse a lungo all'estero, prima in Uruguay e Argentina e successivamente in Portogallo, Spagna e Francia.
Durante il suo soggiorno argentino, conobbe lo scenografo parmigiano Giuseppe Carmignani, che lo coinvolge nella realizzazione degli impianti scenici connessi ai festeggiamenti per l'indipendenza argentina. Questo lo portò da un lato ad avvicinarsi all'Art Nouveau e all'Art déco e, dall'altro, all'inizio di un periodo di collaborazione con Carmignani, che lo volle ancora (1913) come collaboratore per le celebrazioni della nascita di Giuseppe Verdi.
Una piccola testimonianza locale dell'opera di Voltini è conservata anche nel cimitero di Ragazzola di Roccabianca, dove il cancello di una cappella funeraria è stato realizzato su suo disegno. Le cronache locali ricordano anche il suo impegno politico: è consigliere e assessore comunale a Roccabianca in epoche differenti, nel periodo immediatamente precedente la prima guerra mondiale e subito dopo la seconda guerra mondiale. Di simpatie socialiste, fu lungamente inviso lungo il periodo fascista. L'affinità d'idee e una profonda amicizia lo legano a Giovanni Faraboli, fondatore del movimento cooperativo provinciale.
Nel 1989, Voltini fu ricordato dal critico d'arte Tiziano Marcheselli, che pubblicò una monografia sulla sua opera. Una mostra postuma fu organizzata dal comune di Roccabianca nel settembre del 2001.